# Skorvebradden
Skorvebradden (norwegisch für Blanke Klippenbank) ist ein stark zerklüfteter Eishang im ostantarktischen Königin-Maud-Land. Im Mühlig-Hofmann-Gebirge erstreckt er sich ostsüdöstlich des Hamarskorvene über eine Länge von 21 km.
Norwegische Kartographen, die ihn auch benannten, kartierten ihn anhand von Vermessungen und Luftaufnahmen der Dritten Norwegischen Antarktisexpedition (1956–1960).